# Johanitská komenda (Český Dub)
Johanitská komenda v Českém Dubu existovala před rokem 1260 a zanikla v roce 1425. Až do 90. let 20. století se nevědělo, co se z komendy dochovalo (resp. se předpokládalo, že se nezachovalo nic), až v roce 1991 došlo k odkrytí (za vydatného přispění Tomáše Edela) dodnes dochovaného malého i velkého sálu a kaple Jana Křtitele. Dnes tento soubor představuje velmi dobrou ukázku pozdně románského a gotického stavitelství v Česku. Komenda je spravována českodubským Podještědským muzeem; kaple se dočkala znovuvysvěcení a slouží tak i liturgickým účelům. Johanitská komenda je součástí památkově chráněného areálu českodubského zámku, na nově objevené prostory komendy byla památková ochrana rozšířena s platností od 8. prosince 1995.

## Historie komendy

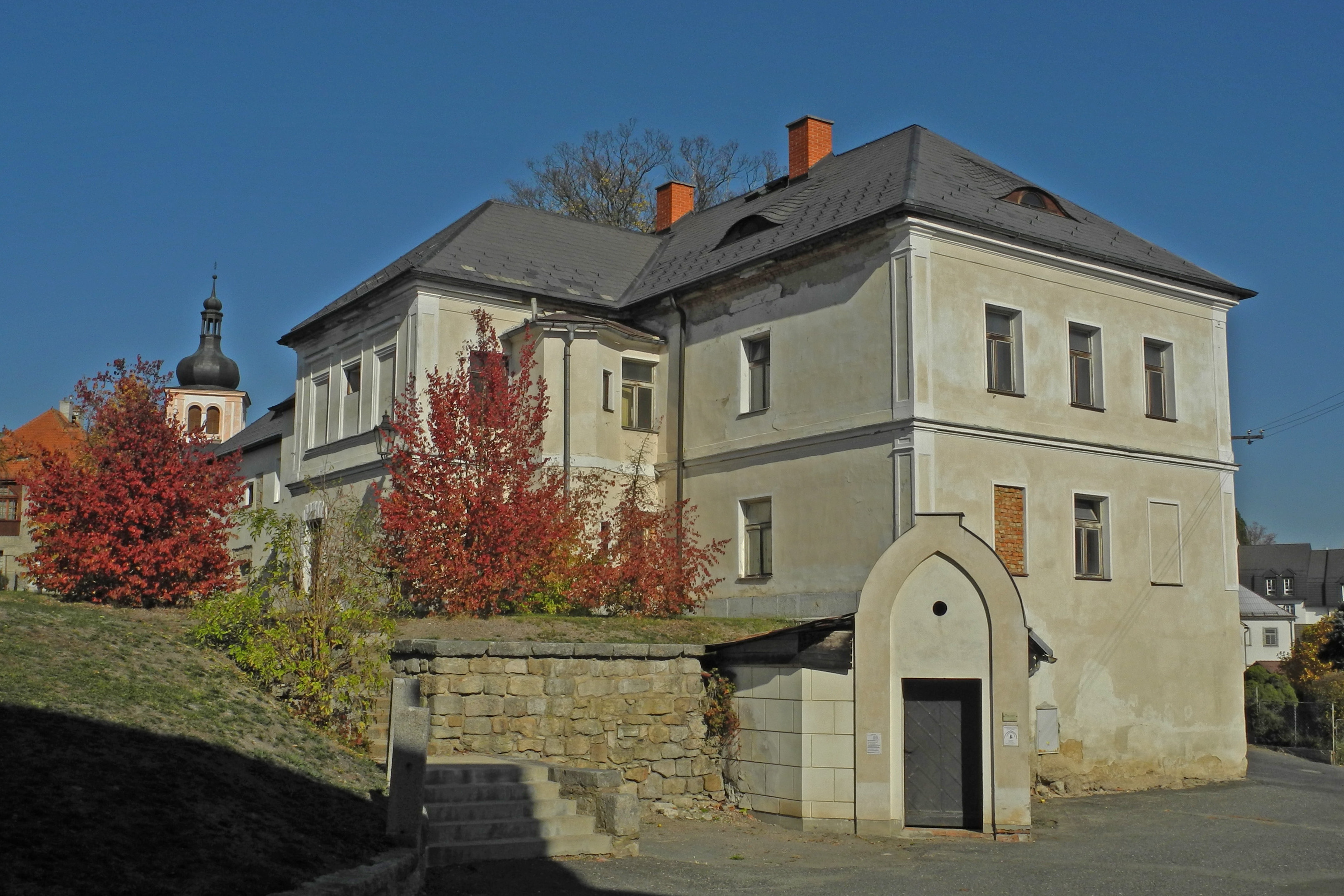
Renesančně přestavěná budova komendy

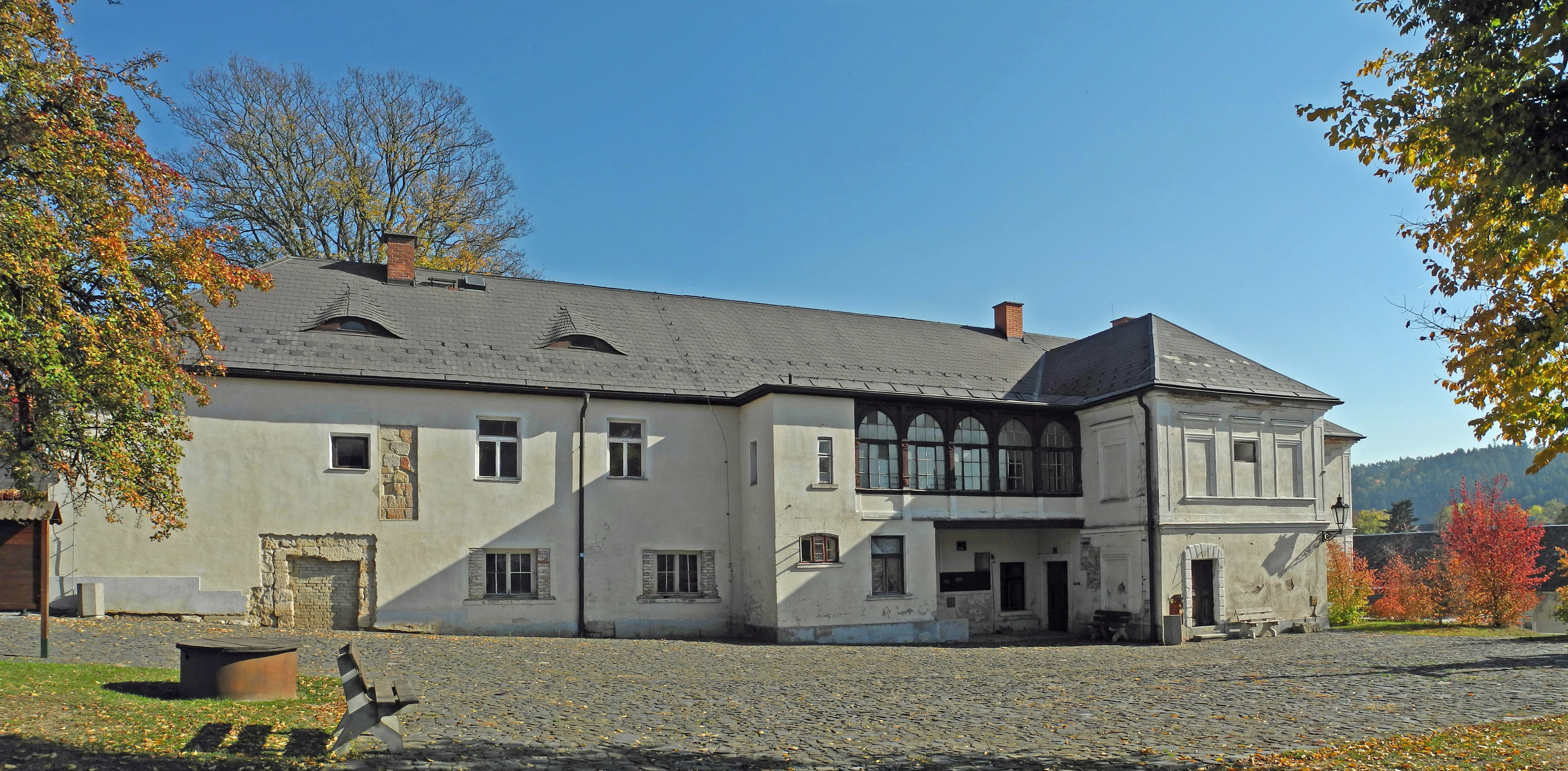
Komenda z nádvoří v r. 2018

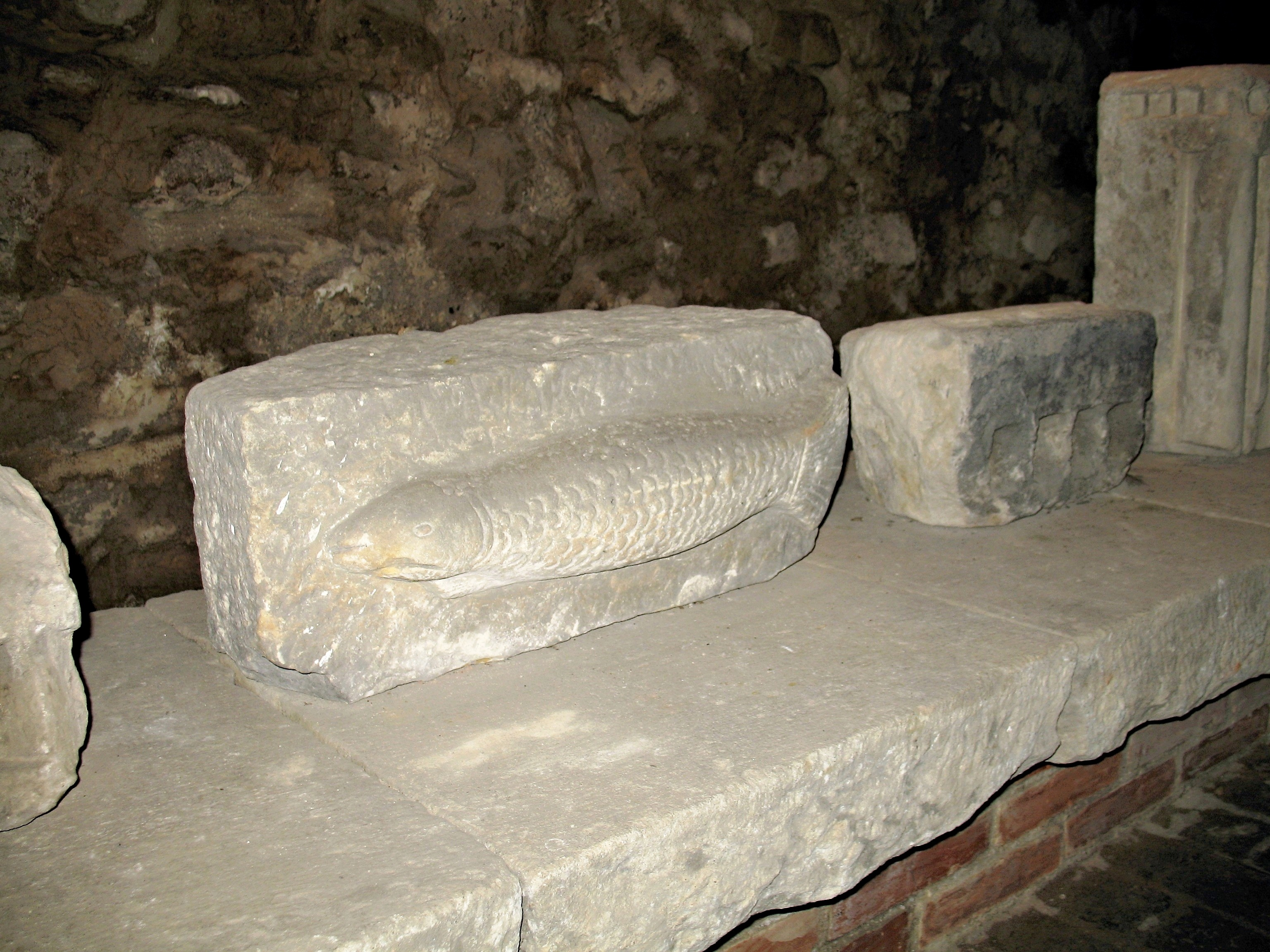
Dochované artefakty

Johanitská komenda v Českém Dubu úzce souvisí s počátky tohoto města. Krátce po roce 1237 bylo Havlem z Lemberka, který byl manželem sv. Zdislavy, dáno johanitům území na jih od Ještědu, jehož středem byla trhová ves Světlá pod Ještědem. Protože však toto území bylo příliš na okraji nového johanitského panství, založil fundátor novou komendu na území vsi Dubu. Do Dubu bylo přeneseno i trhové právo ze Světlé a vzniklo zde nové město s farním chrámem sv. Ducha, zpočátku nazývané Nová Světlá. První zprávy přímo o komendě máme až z roku 1291 a 24. srpna 1294, kdy krakovský biskup udělil čtyřicetidenní odpustky těm z poutníků, kteří v některých svátcích navštíví některé kostely, mezi nimiž i kostel sv. Ducha ve Světlé, tj. v Dubu. Klášterní statky johanitské komendy se postupně zvětšovaly a ve 14. století nabyly již poměrně značného rozsahu. Jejich jádro bylo v Podještědí a rozsah se odhaduje asi na 10 450 ha. Roku 1373 stál v čele komendy světský komtur a bylo zde pět duchovních a pět řádových rytířů; představeným kleriků byl převor.
Roku 1412 získal komtur Dětřich zvláštní legát od Petra Tista z Albrechtic. Ještě roku 1415 získala komenda další odkazy od různých feudálů v okolí. Do řádové pokladny na ostrově Rhodu odváděla každá komenda pětinu svých příjmů.
Na začátku husitské revoluce zastavil král Zikmund statky komendy Janu Chudobovi z Ralska, který je měl za to chránit. Ale roku 1425 táhlo husitské vojsko pod vedením Jana Čapka ze Sán po dobytí hradu Michalovic na Českodubsko. V polovině června 1425 byl Český Dub dobyt – komenda rytířů sv. Jana padla pod úderem husitských bojovníků. Jejich představitel, již zmíněný Jan Čapek ze Sán, převzal statky komendy do své správy. Johanitská komenda v Českém Dubu tak zanikla a její zbytky byly později přestavěny na renesanční zámek.
Český Dub se svým panstvím znovu dostal do majetku řádu, když jej roku 1653 získaly řeholní kanovnice sv. Augustina z kláštera sv. Jakuba ve Vídni. Patřil jim až do roku 1782, kdy byl výnosem Josefa II. klášter zrušen.